# The Wax Model
The Wax Model er en amerikansk stumfilm fra 1917 af E. Mason Hopper.

## Medvirkende
- Vivian Martin som Mulie Davenant
- Thomas Holding som Melville Ilchester
- George Fisher som John Ramsey
- Helen Jerome Eddy som Helen Ilchester
- Clarissa Selwynne